# 香港双足蜥
香港双足蜥（学名：Dibamus bogadeki），又名鮑氏雙足蜥，为双足蜥科双足蜥属的爬行动物，是香港唯一一種雙足蜥，並且是香港特有种，基本上分布于香港喜靈洲、周公島和石鼓洲，模式产地在香港喜灵洲。

## 歷史
1987年，香港双足蜥由業餘兩棲及爬行動物學者鮑嘉天神父於喜靈洲發現及命名。
2004年，香港政府提議在喜靈洲及周公島之間填海，以興建被稱為超級監獄計畫的綜合監獄發展計劃，此計畫被指會破壞鮑氏雙足蜥的生境而遭多個環境保護團體反對。
2011年9月，漁農自然護理署人員於香港島以西的周公島再次發現失去蹤影長達9年（上次發現為2002年9月）的香港双足蜥，顯示該物種仍然在香港野外存活。然而，周公島和石鼓洲等香港島嶼已經被納入為香港填海計劃及焚化爐計劃中，有環境保護團體認為就再發現雙足蜥，應該停止在上述地方填海或者興建大型基礎建設。
至2012年8月27日，香港雙足蜥只被發現了7隻，當中兩條由漁農自然護理署人員發現；7隻香港雙足蜥中，4隻被發現於石鼓洲、兩隻被發現於周公島及1隻被發現於喜靈洲。

## 習性
漁農自然護理署兩棲及爬蟲小組尋找了香港雙足蜥約10年，每兩日就會到喜靈洲、石鼓洲及晨曦島檢視捕捉陷阱，但是過去只找到兩隻香港雙足蜥，因此對牠們的習性了解仍然有限度。透過人工飼養於2011年9月被捕捉到的香港雙足蜥，得知此種貌似蚯蚓，實為蜥蜴的物種晝伏夜出，平時會鑽進泥下20多厘米的層面棲息，因此在野外不容易被發現。

## 外部連結
- 卡遜, 劉惠寧及鮑嘉天.(1998年)《香港的兩棲和爬行類(第二版)》. 香港市政局
- 島嶼活力行動[永久]
- 太陽報報導-《工程或影響鮑氏雙足蜥》 （页面存档备份，存于）
- 東方日報報導-《焚化爐料設屯門政府假諮詢》 （页面存档备份，存于）
- 香港生物數據庫 （页面存档备份，存于）